# Cimitirul evreiesc din Timișoara
Cimitirul evreiesc este unul din cele mai vechi cimitire din Timișoara, fiind principalul cimitir evreiesc din oraș. Mai există un cimitir evreiesc pe Aleea Viilor, însă acesta nu mai este funcțional și este mult mai redus ca dimensiuni.

## Istorie
Prezența evreilor în Timișoara este atestată în 1515, când, după Decretul de la Alhambra, s-au stabilit aici evrei expulzati din Spania, comunitatea crescând în timpul ocupației otomane a Banatului prin imigrarea de evrei sefarzi din Imperiul Otoman, care veneau din Constantinopol sau Salonic, prezența acestora fiind consemnată și în documentele de predare a Timișoarei, încheiate în 1716 de comandantul otoman al cetății cu Eugeniu de Savoia, în acel moment existând 144 de evrei în oraș.
Cel mai vechi mormânt care există în cimitir datează din 1636 și îi aparține lui Assael Azriel, evreu sefard, originar din Salonic, despre care rabinul Jakab Singer specula că a fost rabin și medic, datele despre acest lucru fiind incerte, acest lucru nefiind amintit în mod explicit în inscripția de pe piatra de mormânt al acestuia.
Inscripțiile de pe pietrele funerare mai vechi sunt în ebraică, din secolul al XIX-lea devenind bilingve, odată cu schimbarea administrației orașului, trecând de la ebraică și germană, la ebraică și maghiară și, in cele din urmă, la ebraică și română.
Cimitirul evreiesc a fost ținta unor controverse în anii 2000. La un moment dat, părți din cimitir au fost parcelate și scoase la vânzare pentru sumele de 271800 dolari, respectiv 240000 dolari de către angajați ai Cărții Funciare, ancheta a relevând că delegația prezentată în tranzacțiile cu aceste cimitire, semnată de Prim Rabinul Comunității Evreilor din Timișoara, era falsă.

## Descriere
Cimitirul este împărțit în cel vechi, situat spre dreapta venind dinspre intrare, și cel nou. Se întinde pe 8 hectare, dintre acestea, mormintele ocupând 5,3 hectare. Are aproximativ 14000 de morminte, 81 de cripte și o capelă. Capela este construită în stil maur, caracteristic edificiilor evreiești de la sfârșitul secolului al XIX-lea și are trei încăperi: o sală pentru ceremonia funerară, o cameră de priveghi și o cameră mortuară; pe frontispiciul acesteia se regăsește înscris următorul text, care face trimitere la versetul 4 din capitolul 32 al Deutoronomului: 
לכבוד צור תמים בכל פועלו נבנה הבית הזה בשם ברוך דיין אמת
în traducere: 
Acest lăcaș a fost ridicat spre gloria faptelor Sale desăvârșite, în numele binecuvântat al adevăratului judecător.
Pe zidul capelei se regăsește o placă unde sunt înscrise numele a 28 de evrei timișoreni care și-au pierdut viața în timpul Holocaustului, iar vizavi este ridicată o stelă comemorativă în amintirea evreilor uciși in cel de-Al Doilea Război Mondial, sub care este îngropată o cutie cu săpun despre care se spune că a fost făcut de naziști din grăsimea evreilor.

## Localizare
Cimitirul este amplasat în cartierul Calea Lipovei, întrarea principală fiind în partea de est al acestuia, pe Calea Sever Bocu (fostă Calea Lipovei). La sud este marginit de Cimitirul Săracilor, iar la nord și vest de strada Liniștei. 

## Turism
Cimitirul poate fi vizitat de luni până joi, inclusiv, între orele 8 și 15, fiind inchis vineri, sâmbătă și duminică; este obligatorie acoperirea capului, din repect pentru cei decedați.
Un loc de pelerinaj, pentru oamenii de toate confesiunile, îl constituie mormântul rabinului Zwi ben David Oppenheim (n. 1793, Almaș – d. 1859, Timișoara) despre care se spune că ar face minuni, legenda având origine într-o relatare a rabinului Jakab Singer, în care paznicul cimitirului, de confesiune creștină, întors nevătămat din Primul Război Mondial i-a fi atribuit supraviețuirea sa puterilor rabinului, care era decedat atunci de peste 50 de ani.

## Personalități înmormântate
- Mór Lőwy (rabin) (n. 1854, Mosdós, Imperiul Austriac – d. 25 aprilie 1908, Opatija, Litoralul austriac, Austro-Ungaria), prim-rabin;
- Sigismund Szana (n. 23 iunie 1870, Timișoara, Austro-Ungaria – d. 24 mai 1929, Chicago, Illinois, SUA), antreprenor;
- Samuel Kastriener (n. 16 octombrie 1871, Timișoara, Austro-Ungaria – d. 23 octombrie 1937, Timișoara, România), ziarist, critic literar, scriitor și traducător de limbă germană și maghiară;
- Berthold Eckstein, Ilona Hirsch, Izidor Segall și Simon Hirsch, victime ale Atentatului de la Teatrul Comunal din Timișoara din 1938;
- Jakab Singer (n. 3 decembrie 1867, Kazincbarcika, Borsod-Abaúj-Zemplén, Ungaria – d. 7 noiembrie 1939, Timișoara, România), prim-rabin;
- Henrik Telkes (n. 1881, Sânnicolau Mare, Austro-Ungaria – d. 1964, Timișoara, România), arhitect;
- Leopold Fleischer (n. 26 februarie 1886, Székesfehérvár, Țările Coroanei Sfântului Ștefan, Ungaria – d. 2 decembrie 1955, Timișoara, România), filolog;
- Maria Neumann (n. 22 iunie 1905, Lugoj, Comitatul Caraș-Severin, Austro-Ungaria – d. 28 august 2003, Timișoara, România), matematiciană.